# British Lions
The British Lions war eine britische Rockband Ende der 1970er Jahre. Als Nachfolgeband von Mott the Hoople entstand sie im Jahr 1977 und löste sich bereits 1979 auf.

## Geschichte
Nachdem Nigel Benjamin im Dezember 1976 Mott the Hoople verlassen hatte, begannen die verbliebenen Bandmitglieder im März 1977 mit neuen Aufnahmen. Mit Steve Hyams traten sie auch wieder auf, jedoch ohne großen Erfolg. Die Demoaufnahmen wurden erst 1993 unter dem Namen Mott the Hoople Featuring Steve Hyams veröffentlicht.
Hyams bekam einen eigenen Plattenvertrag, und im Sommer 1977 stand die Band wieder ohne Frontmann da. Morgan Fisher, der auf dem letzten Album von Medicine Head mitgespielt hatte, schlug John Fiddler vor. Man einigte sich und Fiddler legte für die Band sogar seinen Hippielook ab. Ein neuer Bandname wurde gesucht. Big Ben konnte sich nicht durchsetzen, man entschied sich schließlich für British Lions und begann mit den Aufnahmen zu einem Album.
Fiddler schrieb die meisten Titel. Das Album British Lions erschien im Februar 1978. Die erste Single in England war One More Chance To Run, in den USA war es Wild In The Streets. Ende 1977 gingen die Lions mit Status Quo in England auf Tour, im Mai 1978 dann mit AC/DC. Im August 1978 waren sie als Vorgruppe von Blue Öyster Cult in Amerika unterwegs.
Die Aufnahmen zum zweiten Album Ende 1978 waren schwierig, da sie nach den Tourneen wenig neues Material hatten. Die Plattenfirmen sowohl in Amerika als auch in England verweigerten die Veröffentlichung. Nach internen Querelen löste sich die Band im April 1979 auf. Erst im Mai 1980 erschien das zweite Album unter dem Titel Trouble With Women.